# Esterházy Nepomuk János (főispán)
Galánthai gróf Esterházy Nepomuk IV. János (1754. október 18. – Bécs, 1840. február 23.) Veszprém vármegyei főispán, kamarás, mecénás és gyűjtő.

## Élete
Az Esterházy család öregebb cseszneki ágának tagja volt. Szülei, gróf Esterházy Dániel (1723-1759) királyi tanácsos és kamarás, valamint Gyulaffy Borbála (1732-1755) korán elhunytak. Személyes gondnoka báró Révay Antal nyitrai püspök volt, erdélyi birtokáé gróf Cziráky László, magyarországi birtokáé pedig nagybátyja, Eszterházy Imre.
Nagyszombatban nevelkedett. Tízéves korában a jezsuiták convictusában kezdett tanulni Pálma Ferenc történész irányításával. Iskoláit Bécsben, a Theresianumban fejezte be szintén Pálma felügyelete alatt.
1775. január 14-én kamarás címet kapott, 1777. január 30-án alsó-ausztriai kormánytanácsos lett. 1782. március 27-én erdélyi gubernialis tanácsosnak nevezték ki, majd 1789. április 6-án az egyesült Hunyad és Zaránd vármegye főispánjává. 1792. június 6-án belső titkos tanácsos, 1795. március 16-án erdélyi udvari tanácsos és referendarius lett.
1813. május 9-től Veszprém vármegye főispánja volt. Hivatali ideje alatt tettleg bántalmazták helyi nemesek, mert kocsi Horváth János alispán megválasztása ellen korteskedett.
1822-ben elhunyt gróf Teleki Sámuel erdélyi udvari kancellár. Másfél évig ő látta el a megüresedett hivatalát. 1825-ben helyettes fő-ajtónállómester címet kapott, 1827-ben pedig törvényhatósági elnöknek jelölték. Az 1830-as pozsonyi koronázási országgyűlésen a főlovászmestert helyettesítette. Ekkor I. Ferenc császár kérésére lovas portrét készíttetett magáról. Hatvan évi állami szolgálat után, 1832 körül mint főispán vonult nyugalomba.
Felesége, losonczi gróf Bánffy Ágnes (1756-1831) csillagkeresztes hölgy Bécsben hunyt el a kolerajárvány áldozataként. Gyermekkorában apja Mária Terézia királynő engedélyével elrabolta anyjától és katolikus hitre térítette. Neveléséről és házasságáról is a királynő gondoskodott ezután. Esküvőjüket a Schönbrunni kastélyban tartották, első gyermeküknek pedig Mária Terézia lett a keresztanyja. Tizenkét gyermekük született, köztük Eszterházy Alajos alezredes, Eszterházy Johanna hárfás férje.
Oszlopon temették el.

## Gyűjtés, mecenatúra
Gyermekkorától gyűjtötte a magyar érméket. Ritkaságai közé tartozott I. Rákóczi György egyik aranypénze, továbbá II. Rákóczi Ferenc három emlékérme és Warou Dániel (1674-?) svéd származású éremművész ezekhez készített három metszett bélyegzője. Halála után fiai az érmeket a kolozsvári múzeumnak adományozták.
A régészetet is kedvelte. Régiséggyűjteményének legnevezetesebb darabjai római kori bronzkerekek voltak, amelyek később a budapesti Nemzeti Múzeumhoz kerültek. Magyar történelmi oklevél-, kézirat- és könyvgyűjteményét Kovachich is ismerte és dicsérte.
1800-ban a Ludovika Akadémia alapításához 4000 Ft-tal járult hozzá.
Szabadkőművesként annak a páholynak volt a tagja, amelyiknek Mozart. Több házikoncertjén részt vett és támogatta a muzsikust. Az újabb kutatások szerint azonban nem ő, hanem Esterházi János Baptist (1748-1800) volt Mozart egyik fő támogatója.

## Kitüntetése
- Szent István-rend középkeresztje (1824. március 1.)